# Braveheart Coaster
《Braveheart Coaster》 是由Aqours的迷你小隊「CYaRon!」於2019年12月4日所發售的第三張單曲。

## 概要
CYaRon!距離「不久將來的Happy End」2年7個月後所發行的第三張單曲，同時也是與手遊《Love Live! 學園偶像祭》的合作單曲。

## 收錄歌曲
- CD部分
  - 全作詞：畑亞貴

  1. Braveheart Coaster [1]
    - 作曲、編曲：高田曉（日语：高田暁）

  2. CHANGELESS
    - 作曲、編曲：前口渉（日语：前口渉）

  3.  （孤獨・Teleport）
    - 作曲：原田篤（日语：原田篤）（Arte Refact）、編曲：矢鴇つかさ（日语：矢鴇つかさ）（Arte Refact）

  4. Braveheart Coaster（Off Vocal）
  5. CHANGELESS（Off Vocal）
  6. （Off Vocal）

## 外部連結
- Lantis網站上的介紹 （页面存档备份，存于）（日語）